# Hubert Wall
Hubert Wall   (Rockwell City, 2 de desembre de 1902 - Austin, 12 de setembre de 1971) va ser un matemàtic estatunidenc.

## Vida i Obra
Després de fer els estudis secundaris a la seva vila natal, Rockwell City, va ingressar el 1920 al Cornell College de Mount Vernon (Iowa), en el qual es va graduar el 1924. Els tres cursos següents va estar a la universitat de Wisconsin-Madison en la qual es va doctorar el 1927 amb una tesi dirigida per Edward Burr Van Vleck. El 1927 va començar a treballar de professor a la universitat Northwestern de Illinois, on va romandre fins al 1944, excepte un curs, 1937-38, que va estar al Institut d'Estudis Avançats de Princeton. A partir de 1939, va col·laborar amb el matemàtic alemany, emigrat als Estats Units, Ernest Hellinger a qui va facilitar la seva fugida del règim nazi.
Després de dos cursos al Institut de Tecnologia d'Illinois, el 1946 es va incorporar al claustre de la universitat de Texas a Austin, en la qual va romandre la resta de la seva carrera acadèmica. A Austin va ser un dels protegits de Robert Lee Moore i el propagandista més motivat del seu mètode d'ensenyament de les matemàtiques, anomenat mètode de Moore.
Les seves recerques van ser fonamentalment en el camp de les fraccions contínues, tema sobre el que va escriure un tractat canònic el 1948: Analytic Theory of Continued Fractions. El 1963 també va publicar un llibre divulgatiu del mètode de Moore sota el títol de Creative Mathematics. Wall va publicar, a més, una cinquantena d'articles científics.